# Giacomo Farelli
Giacomo Farelli (né à Rome en 1629  et mort à Naples le 26 juin 1706) est un peintre italien.

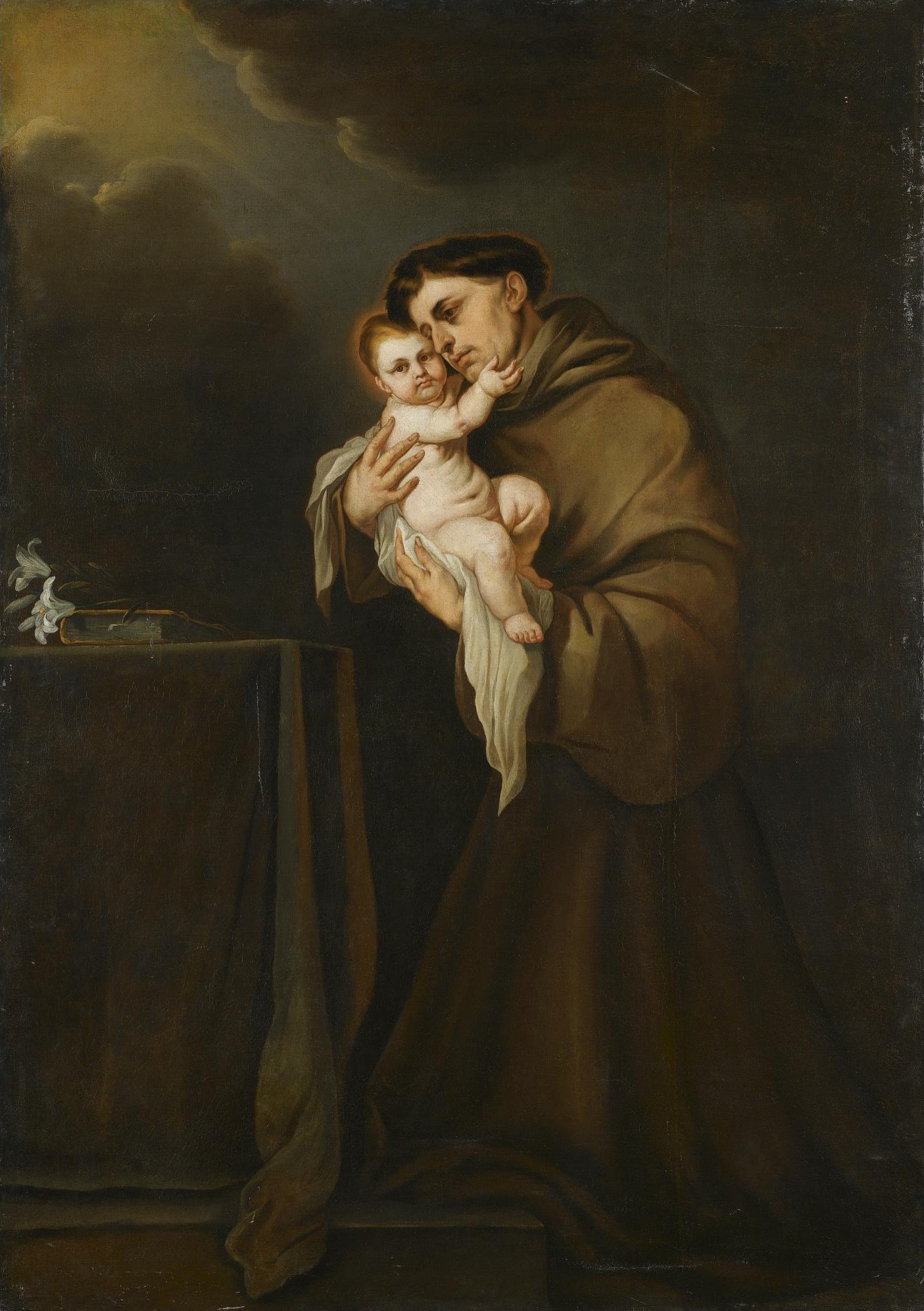
Saint Antoine de Padoue

## Biographie
Giacomo Farelli se forme auprès d'Andrea Vaccaro, dont il suit d'abord le style, puis adopte celui de Guido Reni  et de Luca Giordano .
Il réalise La Chute des Anges et L'Ascension pour l'église Santa Maria Maggiore de Naples, des peintures pour les églises  des Santi Apostoli, de la Redenzione dei Cattivi de  Pietà dei Turchini, du  Gesù Nuovo, de Santi Apostoli et pour la Congrégation des Sette Dolori de Naples.
Dans les Abruzzes il peint une grande fresque au Palais Ducal représentant Jupiter combattant les Géants et la Vie d'Hercule   des médaillons avec des portraits de la famille  Acquaviva;  également pour Giovanni Girolamo II dans le palais ducal d'Atri.
Bernardo de Dominici décrit ces fresques sur la Vie d'Hercule comme 
« concetti poetici, e con bizarria di pensiero condusse quella grande opera »
— Bernardo de Dominici

« des conceptions poétiques, avec une idéation courageuse qui conduit à de grandes œuvres. »